# Hristo Boytchev
Hristo Boytchev (Христо Бойчев) est un auteur dramatique bulgare né en 1950.
Il est le principal représentant du théâtre bulgare contemporain dont les pièces ont acquis une renommée internationale.

## Source
- Éditions L'Espace d'un instant

## Œuvres
- Colonel-oiseau (1996), traduit du bulgare par Iana-Maria Dontcheva, L'Espace d'un instant, Paris, 2007,  (ISBN 978-2-915037-40-1)
- Cette chose-là et L'Homme souterrain (1981-1987), traduit du bulgare par Iana-Maria Dontcheva, L'Espace d'un instant, Paris, 2006,  (ISBN 2-915037-24-8)
- Orchestre Titanic (1999), traduit du bulgare par Iana-Maria Dontcheva, L'Espace d'un instant, Paris, 2006,  (ISBN 2-915037-26-4)